# Gulfstream III
Gulfstream III, бізнес-джет виробництва Gulfstream Aerospace, є вдосконаленою версією Grumman Gulfstream II .
Американська Армія використовує версії Gulfstream III як літаки C-20A/B/C/D/E, хоча пізніші C-20 F/G/H/J називаються Gulfstream IV .